# Михайлов, Виктор Никитович
Виктор Никитович Михайлов (12 февраля 1934, с. Сапроново, Московская область — 25 июня 2011) — российский физик, физик-ядерщик и организатор атомной отрасли. Лауреат Ленинской премии (1967) и Государственных премий СССР (1982) и Российской Федерации (1997). Академик РАН (1997) и РАРАН. Доктор технических наук (1976), профессор (1984). Основатель научной школы по физике взрывного деления ядер и диагностике однократных импульсных процессов по проникающим излучениям.

## Биография
Окончил с отличием Московский инженерно-физический институт (1952—1958) по специальности «Теоретическая ядерная физика». После окончания в 1958 году Московского инженерно-физического института поступил в теоретическое отделение КБ-11 (сейчас РФЯЦ-ВНИИЭФ), где добился успехов в создании новых образцов ядерных и термоядерных зарядов. Работал во ВНИИЭФ до 1969 года. Организовал и руководил более чем 100 ядерными испытаниями и провёл на Семипалатинском и Новоземельском полигонах в общей сложности свыше девяти лет.
В 1969—1988 годах работал в Научно-исследовательском институте импульсной техники (НИИИТ), директором с 1987 года. Кандидат физико-математических наук (1968).
С 1988 года заместитель министра среднего машиностроения СССР по ядерно-оружейному комплексу, затем заместитель министра атомной энергетики и промышленности СССР. В 1992—1998 гг. — Министр РФ по атомной энергии, член Совета безопасности РФ. В 1998—1999 гг. — первый заместитель Министра РФ по атомной энергии.
В 1992—2007 годах научный руководитель Российского федерального ядерного центра — Всероссийского научно-исследовательского института экспериментальной физики (РФЯЦ-ВНИИЭФ). С 1999 года директор Института стратегической стабильности.
Член Российского Пагуошского комитета (с 2002 г., с 2009 г. член президиума).
Лауреат Международной премии имени М. А. Шолохова в области литературы и искусства (2009) за книгу «Опалённые в борьбе при создании ядерного щита Родины».
Награждён орденами: «Знак Почёта» (1962), Трудового Красного Знамени (1974), «За заслуги перед Отечеством» III степени (1995 г.), орденом Почёта (2005 г.).
Скончался 25 июня 2011 г. на 78-м году жизни. Похоронен на Ваганьковском кладбище в Москве.